# 周海兵
周海兵（1971年2月—），湖南岳阳人。男，汉族，中华人民共和国政治人物。1995年3月参加工作，1994年9月加入中国共产党。湖南大学土木系工民建专业本科毕业，湖南大学结构工程专业硕士研究生毕业。现任中华人民共和国国家发展和改革委员会党组成员、副主任。

## 生平

### 湖南建工
1988年9月至1992年7月，在湖南大学土木系工民建专业学习。1992年9月至1994年12月，在湖南大学研究生部结构工程专业学习。
1995年3月，在湖南省建筑工程集团总公司工作。1997年4月，任湖南省建筑工程房地产开发公司经理助理。1997年11月，任湖南省建筑工程房地产开发公司副经理。2000年4月，任湖南省建筑工程房地产开发公司总经理。2003年4月至2004年5月，先后任湖南省建筑工程房地产开发公司总经理、湖南建工集团工程总部董事长、总经理。2004年5月，任湖南省建筑工程集团总公司副总经理。2007年3月，任湖南建工集团有限公司公司副董事长、总经理、党委副书记。

### 湖南政坛
2013年3月，任中共衡阳市委副书记，提名衡阳市长候选人。2013年4月，任中共衡阳市委副书记，代市长（2013年5月当选市长）。2017年5月，任湖南省交通运输厅厅长。2020年1月，任湖南省自然资源厅厅长。2021年3月，任湖南省发展和改革委员会主任。
2013年，当选第十二届全国人民代表大会湖南地区代表。
2023年1月，当选为湖南省人民政府副省长。同年5月，兼任中共长沙市委委员、常委、副书记。6月，任长沙市人民政府代市长。7月，当选为市长。

### 国家发改委
2025年6月，任国家发展改革委副主任。